# نوک‌داسی نوک‌مات

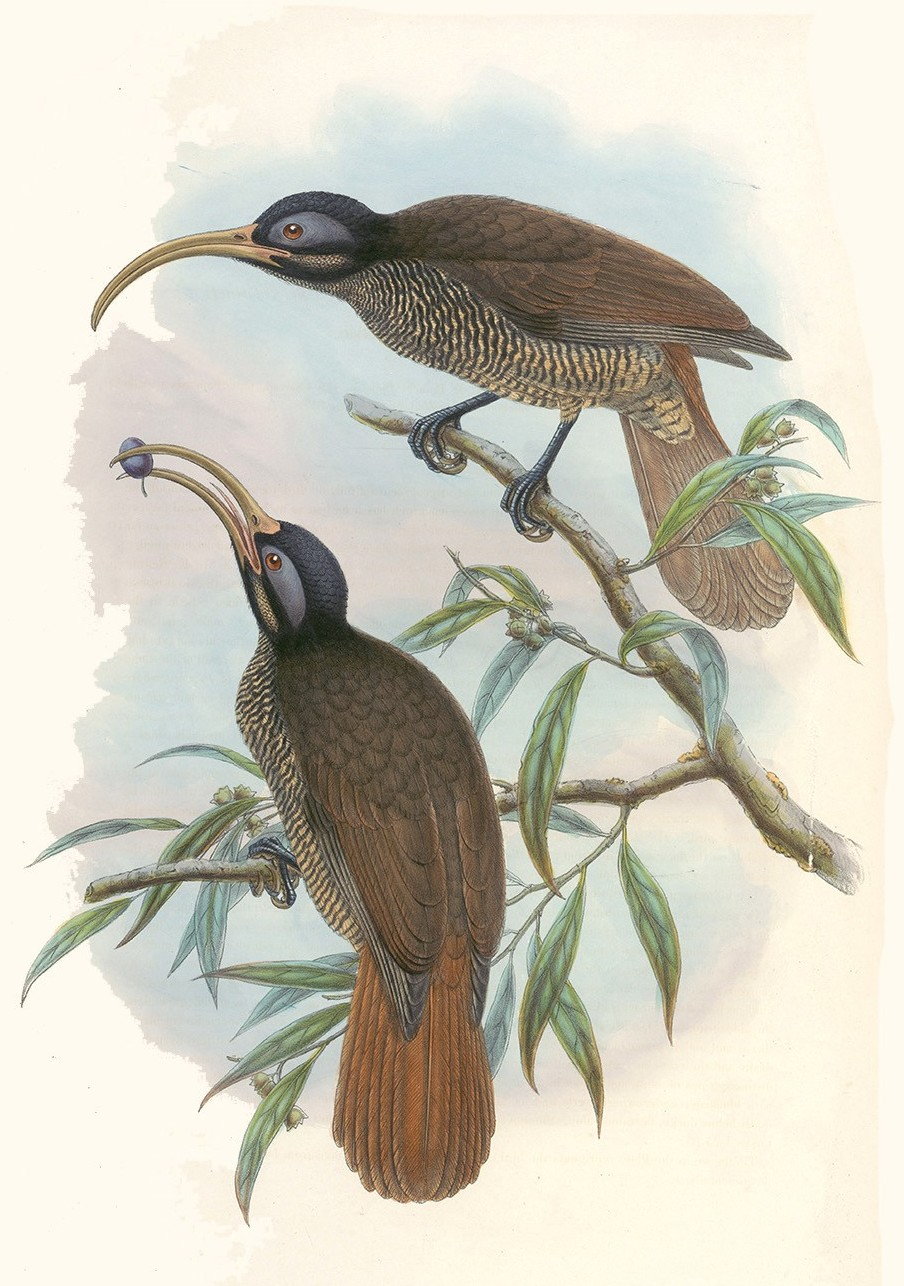
نقاشی از نوک‌داسی نوک‌مات

نوک‌داسی نوک‌مات (نام علمی: Drepanornis bruijnii) نام یک گونه از سرده نوک‌داسی‌های دم‌کوتاه است.